# Kyoko Yano
Kyoko Yano (矢野 喬子 Yano Kyoko?,  nacido el 3 de junio de 1984 en Kanagawa) es una exfutbolista japonesa que jugaba como defensa.
Yano jugó 74 veces para la selección femenina de fútbol de Japón entre 2003 y 2012. Yano fue elegida para integrar la selección nacional de Japón para los Copa Mundial Femenina de Fútbol de 2003, 2007, 2011, Juegos Olímpicos de Verano de 2004, 2008 y 2012.

## Trayectoria

### Clubes
| Club       | País  | Año         |
| ---------- | ----- | ----------- |
| Urawa Reds | Japón | 2007 - 2012 |

### Selección nacional
| Selección | País  | Año         |
| --------- | ----- | ----------- |
| Absoluta  | Japón | 2003 - 2012 |

## Estadística de equipo nacional
| Selección femenina de fútbol de Japón | Selección femenina de fútbol de Japón | Selección femenina de fútbol de Japón |
| Año                                   | Partidos                              | Goles                                 |
| ------------------------------------- | ------------------------------------- | ------------------------------------- |
| 2003                                  | 9                                     | 1                                     |
| 2004                                  | 5                                     | 0                                     |
| 2005                                  | 5                                     | 0                                     |
| 2006                                  | 16                                    | 0                                     |
| 2007                                  | 6                                     | 0                                     |
| 2008                                  | 10                                    | 0                                     |
| 2009                                  | 1                                     | 0                                     |
| 2010                                  | 13                                    | 0                                     |
| 2011                                  | 4                                     | 0                                     |
| 2012                                  | 5                                     | 0                                     |
| Total                                 | 74                                    | 1                                     |